# پال ولفوویتز
پال ولفوویتز (به انگلیسی: Paul Dundes Wolfowitz) (زاده ۲۲ دسامبر ۱۹۴۳) یکی از دولتمردان آمریکایی و رئیس سابق بانک جهانی است که از او با عنوان معمار جنگ آمریکا و عراق یاد می‌کنند.
ولفوویتز نخستین بار در دوران زمامداری ریگان به عنوان دستیار وزیر امورخارجه آمریکا مشغول بکار شد و در دوران ریاست جمهوری بوش پسر و پیش از حملات یازدهم سپتامبر به مقام جانشینی وزارت امورخارجه رسید.
ولفوویتز به عنوان دهمین رئیس بانک جهانی از سال ۲۰۰۵ تا ۲۰۰۷ بود که به دنبال یک رسوایی مالی، توسط جورج بوش برکنار و رابرت زولیک جانشین وی شد.
به گزارش لس آنجلس تایمز، پل ولفویتز که از چهره‌های سرشناس حزب جمهوریخواه است اعلام کرده در انتخابات ۲۰۱۶ آمریکا بجای نامزد جمهوریخواهان دونالد ترامپ، به رقیب دموکرات او هیلاری کلینتون رای خواهد داد.

او در یک خانوادهٔ یهودی به دنیا آمد. پدرش جیکوب (یعقوب) و مادرش لیلیان نام داشت. آنها اصالتاً از یهودیان لهستان هستند. بیشتر خانوادهٔ پدری او در هولاکاست کشته شدند و او که بشدت تحت تأثیر افکار صهیونی پدر قرار گرفته بود، سیاستی خاص را پیش گرفت.